# Magia nera/Orme

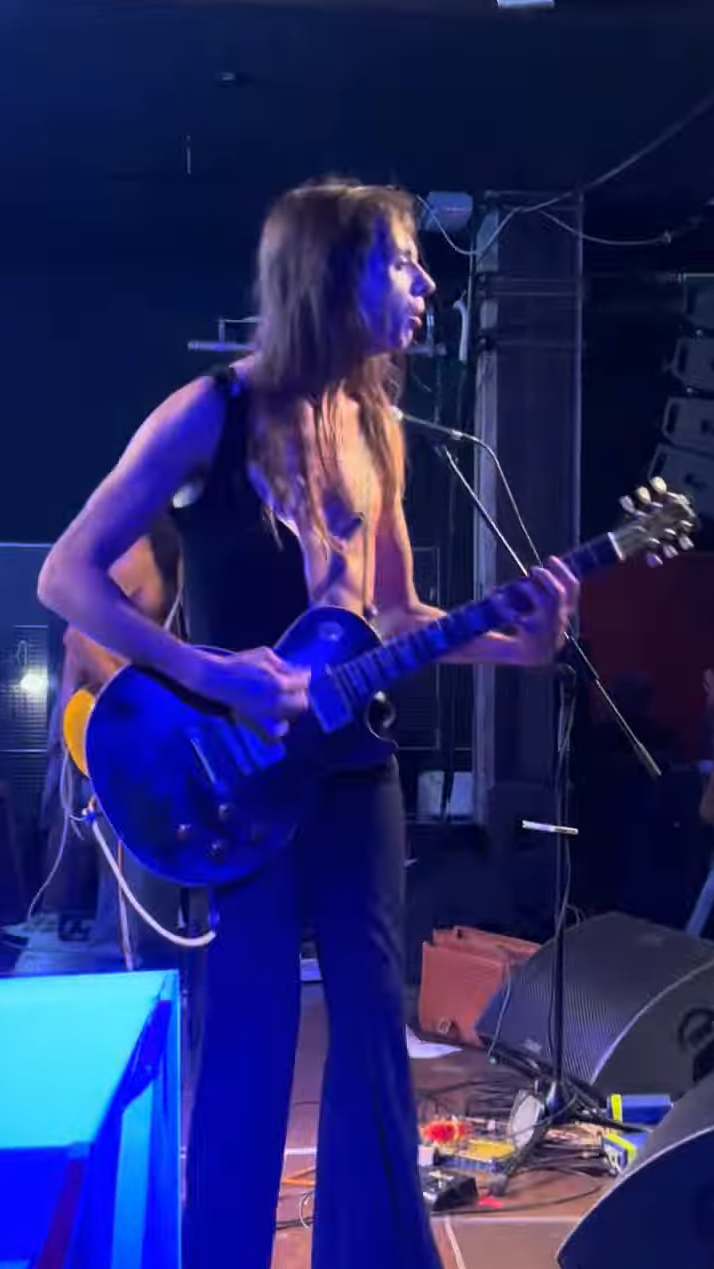
Lucio Corsi mentre si esibisce sulle note di Magia nera al Musica da Bere, 6 ottobre 2023

Magia nera/Orme è un singolo del cantautore italiano Lucio Corsi, pubblicato il 14 aprile 2023 come secondo estratto dall'album La gente che sogna.

## Video musicale
Il video musicale è stato pubblicato sul canale YouTube del cantante il 18 aprile 2023. Scritto e diretto da Tommaso Ottomano, il videoclip è in continuità stilistica e tematica con i due precedenti, Astronave giradisco e La bocca della verità, e vede ancora una volta la partecipazione del doppiatore Carlo Valli e delle modelle Irene De Santis, Maria Vittoria Ennati, Giulia Gonella, Miu Tanii, Pepe Lin, Kim Gaeun, Aurora Manni, Alessia Fagiolari, Claudia Piccolo, Abigail Luther, Vanessa Geraci e Stella Pfister.

## Tracce
1. Magia nera – 2:30
2. Orme – 3:12